# Jan Anne Jonkman
Mr. Jan Anne (Jan) Jonkman (Utrecht, 13 september 1891 - 's-Gravenhage, 27 juni 1976) was een Nederlands politicus voor de Partij van de Arbeid.
Jonkman was voor de oorlog voorzitter van de Volksraad en een kenner van Nederlands-Indië die Minister van Overzeese Gebiedsdelen was in het kabinet-Beel I en later Eerste Kamervoorzitter. Hij behoorde in Nederlands-Indië tot de progressieve figuren rond het blad 'De Stuw'. Als minister kreeg hij te maken met de Indonesische vrijheidsstrijd. Hij probeerde een realistische koers te varen, waarbij gestreefd werd naar overeenstemming met de Republiek Indonesia. Het in het najaar van 1946 gesloten Akkoord van Linggadjati bleek uiteindelijk geen basis voor overeenstemming en in 1947 werd overgegaan tot de eerste politionele acties tegen de Republiek. Na zijn ministerschap was hij lange tijd een gewaardeerde Senaatsvoorzitter.
- Biografisch Portaal: 04275443
- International Standard Name Identifier: 0000 0003 5722 5094
- Nederlandse Thesaurus van Auteursnamen: 070595569
- Parlement.com: vg09ll238dpj
- Système universitaire de documentation: 112645704
- Virtual International Authority File: 196138827
- WorldCat: E39PBJkMHgWQGqYtXDPpKRVt8C